# Denis Pozder
Denis Pozder (* 11. Dezember 1989 in Mostar, Jugoslawien) ist ein ehemaliger deutsch-bosnischer Fußballspieler.

## Karriere
Pozder begann seine Laufbahn im Seniorenbereich bei der zweiten Mannschaft des MSV Duisburg. Er spielte zwei Jahre für Duisburg in der NRW-Liga, bevor er zum Liga-Konkurrenten FC Wegberg-Beeck wechselte. Nach nur einer Saison wechselte er zu Alemannia Aachen, für deren Reserve er wiederum in der NRW-Liga spielte und dabei 22 Tore erzielte. Pozder stand während der Saison 2011/12 einmal im Kader der Profimannschaft der Alemannia, wurde jedoch nicht eingewechselt. In der Saison 2012/13 gab er bei den Profis von Alemannia Aachen in der 3. Fußball-Liga sein Debüt. Sein erstes Tor für die erste Mannschaft der Alemannen schoss er am 5. Spieltag bei der 1:3-Niederlage zu Hause gegen Kickers Offenbach. Bis Ende Oktober kam er in neun Ligaspielen zum Einsatz und erzielte vier Tore, stand danach bis zur Winterpause aber verletzungsbedingt nicht mehr im Kader. Im Sommer 2013 wurde er vom rumänischen Erstligisten FC Vaslui verpflichtet. Nach einem halben Jahr löste Pozder den Vertrag wieder auf, kehrte nach Deutschland zurück und schloss sich für ein halbes Jahr der SSVg Velbert an. Im Sommer 2014 verpflichtete ihn der Südwest-Regionalligist Eintracht Trier, doch auch dort blieb er nur ein halbes Jahr; im Januar 2015 ging Pozder zu seinem ehemaligen Verein FC Wegberg-Beeck zurück, mit dem er als Mittelrheinmeister den Aufstieg in die Regionalliga feierte. Nach nur einem halben Jahr wechselte Pozder zur Saison 2015/16 in die Niederlande zum dortigen Zweitligisten FC Den Bosch. Pozder spielte eine Spielzeit in der Eerste Divisie und absolvierte den Großteil der Ligaspiele in der Saison. Nach dem Klassenerhalt des Vereins verließ Pozder den Club. Zur Spielzeit 2016/17 wechselt Pozder in sein Heimatland Bosnien-Herzegowina. Er unterschrieb einen Vertrag bei FK Željezničar Sarajevo und spielte in der Premijer Liga, der höchsten Liga in Bosnien-Herzegowina. Im Oktober 2016 gab der Oberligist KFC Uerdingen 05 die Verpflichtung des ehemaligen Jugendspielers bekannt. Mit dem KFC Uerdingen stieg Pozder
in die Regionalliga West auf. Anschließend wechselte Pozder in die Schweiz zum Viertligisten FC Zug 94. Ein Jahr später ging er zum Drittligisten SC YF Juventus Zürich, den er nach einem halben Jahr wieder verließ. Die Rückrunde der Saison 2018/19 spielte er beim FC Blue Stars Zürich. Im Sommer 2019 kehrt er nach Deutschland zurück und schloss sich dem Landesligisten TSV Hertha Walheim an. Zur Saison 2020/21 wechselte er zum SV Kohlscheid. Nach einer Spielzeit in der Kreisliga A für Kohlscheid, schloss er sich im Sommer 2021 Alemannia Mariadorf an. Pozder trainierte zudem in der Spielzeit 21/22 die U-13 II von Alemannia Aachen. Nach Ablauf der Saison schloss Pozder sich im Sommer 2022 Borussia Freialdenhoven in der Mittelrheinliga an und beendete nach der Spielzeit 2022/2023 seine aktive Laufbahn.